# Pristava pri Mestinju
Pristava pri Mestinju – wieś w Słowenii, w gminie Podčetrtek. W 2018 roku liczyła 209 mieszkańców.